# Gloria Brame
Gloria Glickstein Brame (nacida el 20 de agosto de 1955, Georgia), es una escritora, activista y terapéuta sexológica estadounidense. 

## Biografía
Nacida en el estado de Georgia. Es una de las más conocidas militantes del BDSM, a nivel mundial. Su estilo de vida escogido es el de dominante.
Sus dos libros más notables son, probablemente, Different Loving: the World of Sexual Dominance and Submission y el más reciente Come Hither: A Commonsense Guide To Kinky Sex. Este último ha sido seleccionado por el Institute for Advanced Study of Human Sexuality como la "guía oficial al sexo bizarro".
Ha sido la fundadora del primer grupo en internet de ayuda y soporte a la comunidad BDSM, como parte del grupo Human Sexuality Forum en Compuserve, en 1987. También ha escrito numerosos artículos sobre la temática en revistas como Cosmopolitan, Redbook, Working Woman, Maxim y otras.